# Eishockey-Oberliga 1968/69
Die Saison 1968/69 der Eishockey-Oberliga war die elfte Spielzeit der Liga als zweithöchste deutsche Eishockeyspielklasse unter der Bundesliga. Während der Meister ESV Kaufbeuren in der Relegationsrunde zur Bundesliga scheiterte, belegte der zweitplatzierte Kölner EK den dritten Platz der Relegationsrunde West und nahm damit den Bundesligaplatz von Preussen Krefeld ein. Kaufbeuren rückte aber nach der Auflösung des FC Bayern München in die Bundesliga nach.
Die bisherigen Oberliga-Teilnehmer SC Garmisch-Partenkirchen und SG Nürnberg verpassten in der Qualifikationsrunde zur Oberliga hingegen die erneute Teilnahme an der zweithöchsten Spielklasse und wurden durch den TuS Holzkirchen und den ERC Westfalen Dortmund ersetzt. Nürnberg rückte durch das Nachrücken des ESV Kaufbeuren in die Gruppe Süd nach. Da die Oberliga Süd in der folgenden Saison von sechs auf acht Teams aufgestockt wurde, stiegen zudem der EV Ravensburg und der EV Pfronten in die Oberliga auf.

## Voraussetzungen

### Teilnehmer
Durch die kurzfristige Aufstockung der Bundesliga wurde die Oberliga von 14 auf 12 Mannschaften abgestockt. Der Mannheimer SC zog sich zurück, dafür rückte der BFC Preussen nach.
| Nord - BFC Preussen Berlin (Aufsteiger) - Berliner Schlittschuhclub - EC Hannover - EC Deilinghofen - Kölner EK - SG Nürnberg | Süd - ESV Kaufbeuren - EV Landsberg (Aufsteiger) - TEV Miesbach (Aufsteiger) - SC Garmisch-Partenkirchen (Aufsteiger) - SG Oberstdorf/Sonthofen (Absteiger) - EV Rosenheim |

### Modus
Wie im Vorjahr spielten die teilnehmenden Mannschaften in ihrer jeweiligen Liga, der Oberliga Nord oder der Oberliga Süd, zunächst eine Einfachrunde aus, sodass jeder Verein jeweils ein Heim- und ein Auswärtsspiel gegen die übrigen Mannschaften bestritt. Anders als in der Vorsaison nahmen die besten drei anstelle der besten vier Vereine der beiden Gruppen an der Qualifikationsspielen mit den Teilnehmern auf Platz vier bis sechs der entsprechenden Bundesliga-Gruppe teil.
Die weiteren Teilnehmer spielten in ihrer jeweiligen Gruppe eine Qualifikationsrunde mit den Besten der entsprechenden Regionalliga-Gruppe aus, im Norden qualifizierten sich die besten drei Vereine dieser Runde für die folgende Spielzeit, während sich aufgrund der Aufstockung der Südstaffel auf acht Mannschaften in der Relegationsrunde Süd die fünf bestplatzierten Teams qualifizierten. Zusätzlich spielten die beiden Gruppensieger der Hauptrunde um den Titel Oberligameister.

## Hauptrunde

### Oberliga Nord
|    |                           | Sp | S | U | N | Tore  | Punkte |
| -- | ------------------------- | -- | - | - | - | ----- | ------ |
| 1. | Kölner EK                 | 10 | 8 | 1 | 1 | 71:21 | 17:03  |
| 2. | EC Deilinghofen           | 10 | 7 | 1 | 2 | 54:33 | 15:05  |
| 3. | Berliner Schlittschuhclub | 10 | 5 | 0 | 5 | 55:49 | 10:10  |
| 4. | BFC Preussen              | 10 | 5 | 0 | 5 | 34:42 | 10:10  |
| 5. | SG Nürnberg               | 10 | 3 | 0 | 7 | 30:53 | 06:14  |
| 6. | EC Hannover               | 10 | 1 | 0 | 9 | 29:75 | 02:18  |

Abkürzungen: Sp = Spiele, S = Siege, U = Unentschieden, N = Niederlagen.

Finale um die Oberliga-Meisterschaft und Relegationsrunde zur Bundesliga, Relegationsrunde zur Bundesliga, Relegationsrunde zur Eishockey-Oberliga

### Oberliga Süd
|    |                           | Sp | S | U | N | Tore  | Punkte |
| -- | ------------------------- | -- | - | - | - | ----- | ------ |
| 1. | ESV Kaufbeuren            | 10 | 6 | 2 | 2 | 64:39 | 14:06  |
| 2. | SG Oberstdorf/Sonthofen   | 10 | 6 | 2 | 2 | 64:41 | 14:06  |
| 3. | EV Rosenheim              | 10 | 7 | 0 | 3 | 50:44 | 14:06  |
| 4. | EV Landsberg              | 10 | 3 | 1 | 6 | 51:47 | 07:13  |
| 5. | TEV Miesbach              | 10 | 2 | 2 | 6 | 37:58 | 06:14  |
| 6. | SC Garmisch-Partenkirchen | 10 | 2 | 1 | 7 | 40:77 | 05:15  |

Finale um die Oberliga-Meisterschaft und Relegationsrunde zur Bundesliga, Relegationsrunde zur Bundesliga, Relegationsrunde zur Eishockey-Oberliga

## Oberligameisterschaft
|                |   |           | Serie | 1   | 2   |
| -------------- | - | --------- | ----- | --- | --- |
| ESV Kaufbeuren | – | Kölner EK | 9:6   | 4:4 | 5:2 |

## Relegationsrunde

### Gruppe Nord
Teilnehmer aus der Regionalliga Nord waren der ERC Westfalen Dortmund und der Hamburger SV.
|    |                        | Sp | S | U | N | Tore  | Punkte |
| -- | ---------------------- | -- | - | - | - | ----- | ------ |
| 1. | EC Hannover            | 8  | 6 | 0 | 2 | 36:12 | 12:04  |
| 2. | BFC Preussen           | 8  | 4 | 1 | 3 | 34:18 | 09:07  |
| 3. | ERC Westfalen Dortmund | 8  | 4 | 1 | 3 | 26:21 | 09:07  |
| 4. | SG Nürnberg            | 8  | 4 | 0 | 4 | 33:30 | 08:08  |
| 5. | Hamburger SV           | 8  | 0 | 0 | 8 | 11:59 | 0:16   |

Abkürzungen: Sp = Spiele, S = Siege, U = Unentschieden, N = Niederlagen.
Durch den Rückzug des Berliner Schlittschuhclub und den Aufstieg des ESV Kaufbeuren in die Bundesliga auf Grund der Auflösung des FC Bayern München rückten die SG Nürnberg (in die Gruppe Süd) und der Hamburger SV nach, so dass alle Teilnehmer sich für die Oberliga 1969/70 qualifizierten.

### Süd
Teilnehmer aus der Regionalliga Süd waren
1. TuS Holzkirchen
2. EV Ravensburg
3. EV Pfronten

Der SC Garmisch-Partenkirchen trug seine Spiele im neu errichteten Eisstadion in Mittenwald aus und startete als EV Mittenwald.
|    |                 | Sp | S  | U | N  | Tore    | Punkte |
| -- | --------------- | -- | -- | - | -- | ------- | ------ |
| 1. | TuS Holzkirchen | 20 | 13 | 2 | 05 | 108:074 | 28:12  |
| 2. | TEV Miesbach    | 20 | 11 | 2 | 07 | 095:087 | 24:16  |
| 3. | EV Landsberg    | 20 | 11 | 1 | 08 | 116:070 | 23:17  |
| 4. | EV Ravensburg   | 20 | 09 | 1 | 10 | 083:080 | 19:21  |
| 5. | EV Pfronten     | 20 | 08 | 3 | 09 | 072:088 | 19:21  |
| 6. | EV Mittenwald   | 20 | 02 | 3 | 15 | 052:127 | 07:33  |

Abkürzungen: Sp = Spiele, S = Siege, U = Unentschieden, N = Niederlagen. Oberliga 1969/70, Regionalliga 1969/70